# V. Selvaganesh
V. Selvaganesh (* 17. September 1972 in Chennai, Indien) ist ein indischer Perkussionist, der seine musikalischen Ursprünge in der  karnatischen Musik (südindische Klassik) hat. Er ist ein führender Kanjira-Spieler (südindische Rahmentrommel) und ist auch unter dem Namen "Chella S. Ganesh" bekannt.

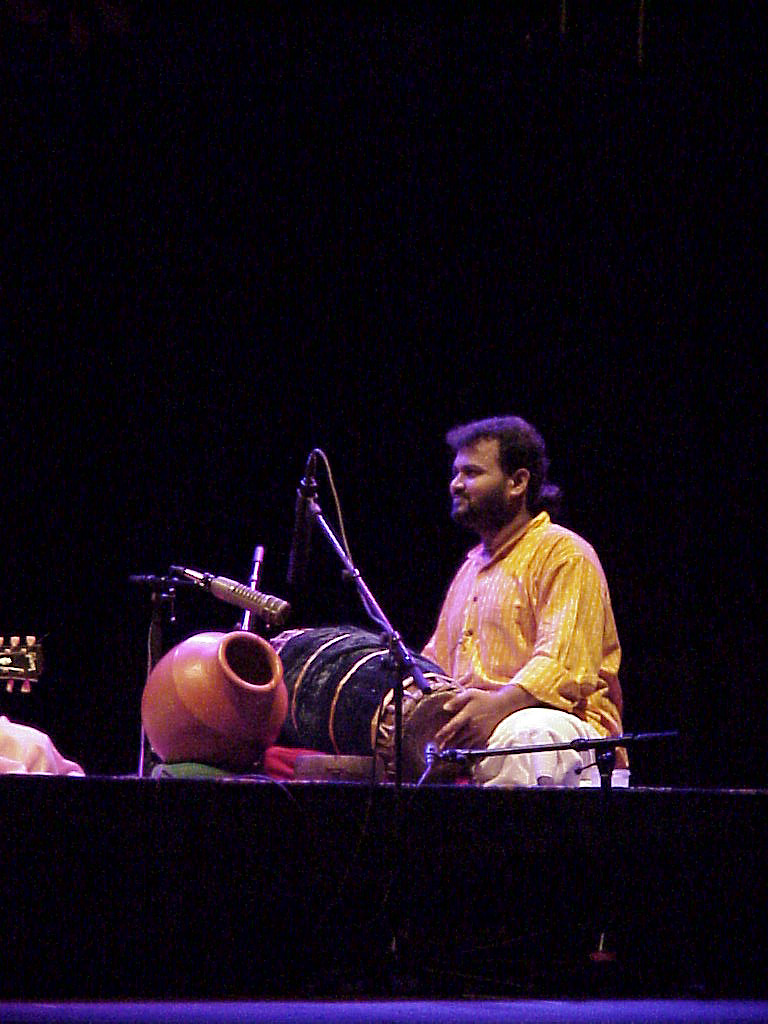
V. Selvaganesh in München (2001)

## Leben und Wirken
Selvaganesh ist Enkelsohn von T. R. Harihara Sarma, welcher die Sri Jaya Ganesh Tala Vadya Vidyalaya (Sri JGTV school) in Chennai gegründet hat.
Im Jahre 1993 war er mit dem bekannten Tablaspieler Zakir Hussain, dessen Vater Alla Rakha sowie seinem eigenen Vater T. H. Vinayakram auf Europatournee.
Selvaganesh erlangte Weltbekanntheit durch seine Zusammenarbeit mit John McLaughlin im Rahmen des Remember Shakti Projektes, bei dem er teilweise seinen Vater ersetzte.
Heute unterrichtet er an der Sri JGTV School karnatische Perkussionsinstrumente, komponiert, nimmt Alben auf und ist zusammen mit dr. Joel und seinem Bruder, dem karnatischen Sänger Mahesh, Mitglied der Band dr JSM. Deren Album Turn on the dreams, eine indisch-keltische Stilmischung, kam 2005 auf den Markt. Das erste Album unter seinem Namen, "Soukha", wurde im Jahre 2006 veröffentlicht.
2023 ging Selvaganesh mit der Band Shakti 50 international auf Tournee.
Neben John McLaughlin spielte Selvaganesh auch mit dem schwedischen Bassisten Jonas Hellborg sowie den indischen Musikern M. S. Subbulakshmi, M. L. Vasanthakumari, Gayathri, Jayaraman, U. Shrinivas, Ganesh, Kumeresh, D. K. Jayaraman, T. N. Seshagopalan, Kadri Gopalnath und Ramachandran zusammen.

## Diskografie (Auswahl)
- Mangalam mit Rikhy Ray (1997)
- the believer mit Remember Shakti (1999)
- Good People in Times of Evil mit Jonas Hellborg und Shawn Lane (2000)
- Saturday Night In Bombay mit Remember Shakti (2001)
- Turn on the dreams mit dr JSM (2005)
- Soukha (2006)